# Araneus beebei
Araneus beebei là một loài nhện trong họ Araneidae.
Loài này thuộc chi Araneus. Araneus beebei được Alexander Petrunkevitch miêu tả năm 1914.